# Paulette Goddard
Paulette Goddard, nome d'arte di Pauline Marion Levy (New York, 3 giugno 1910 – Ronco sopra Ascona, 23 aprile 1990), è stata un'attrice statunitense.

## Biografia
Pauline Marion Levy nacque a Whitestone Landing, Long Island, figlia di Joseph Russell Levy e Alta Mae Goddard; i genitori divorziarono quando lei era ancora piccola e Pauline venne allevata dalla madre, con la quale ebbe uno stretto rapporto. Nei primi anni, le due vissero in gravi difficoltà economiche, ricevendo l'aiuto del prozio Charles Goddard (fratello del nonno). Il padre ricomparve nella sua vita alla fine degli anni trenta, quando la Goddard era già un'attrice famosa. Inizialmente il loro rapporto sembrò buono, tanto che erano soliti recarsi insieme alle prime dei film dell'attrice, ma in seguito lui le fece causa per un articolo di giornale in cui lei denunciava il suo abbandono quando era bambina: non si riconcilieranno mai e, alla sua morte, Russell Levy nel testamento le lascerà solo un dollaro in eredità.
Mentre frequentava la Washington Irving High School a Manhattan, grazie alla sua bellezza e all'aiuto dello zio Charles trovò lavoro come modella e, in seguito, dal 1924 al 1928, come attrice con le Ziegfeld Follies, con le quali debuttò nello spettacolo No foolin, nel 1926; l'anno seguente esordì come attrice di teatro, scegliendo il nome d'arte di Paulette e il cognome da nubile della madre, Goddard. All'età di sedici anni sposò un ricco uomo d'affari più anziano di lei, il magnate del legno Edgar James, con cui visse nella Carolina del Nord conducendo una vita mondana, fino al divorzio avvenuto nel 1929, a seguito del quale ricevette cospicui alimenti.

Nel 1929 la Goddard si trasferì a Hollywood con la madre, dopo aver firmato un contratto con gli studi di Hal Roach, e negli anni seguenti interpretò piccoli ruoli in varie pellicole, fra cui alcuni cortometraggi di Stan Laurel e Oliver Hardy. In seguito firmò un contratto con il produttore Samuel Goldwyn, unendosi ad altre attrici quali Betty Grable, Lucille Ball, Ann Sothern e Jane Wyman (le cinque interpreti saranno note come le "Goldwyn Girls") e al comico Eddie Cantor.

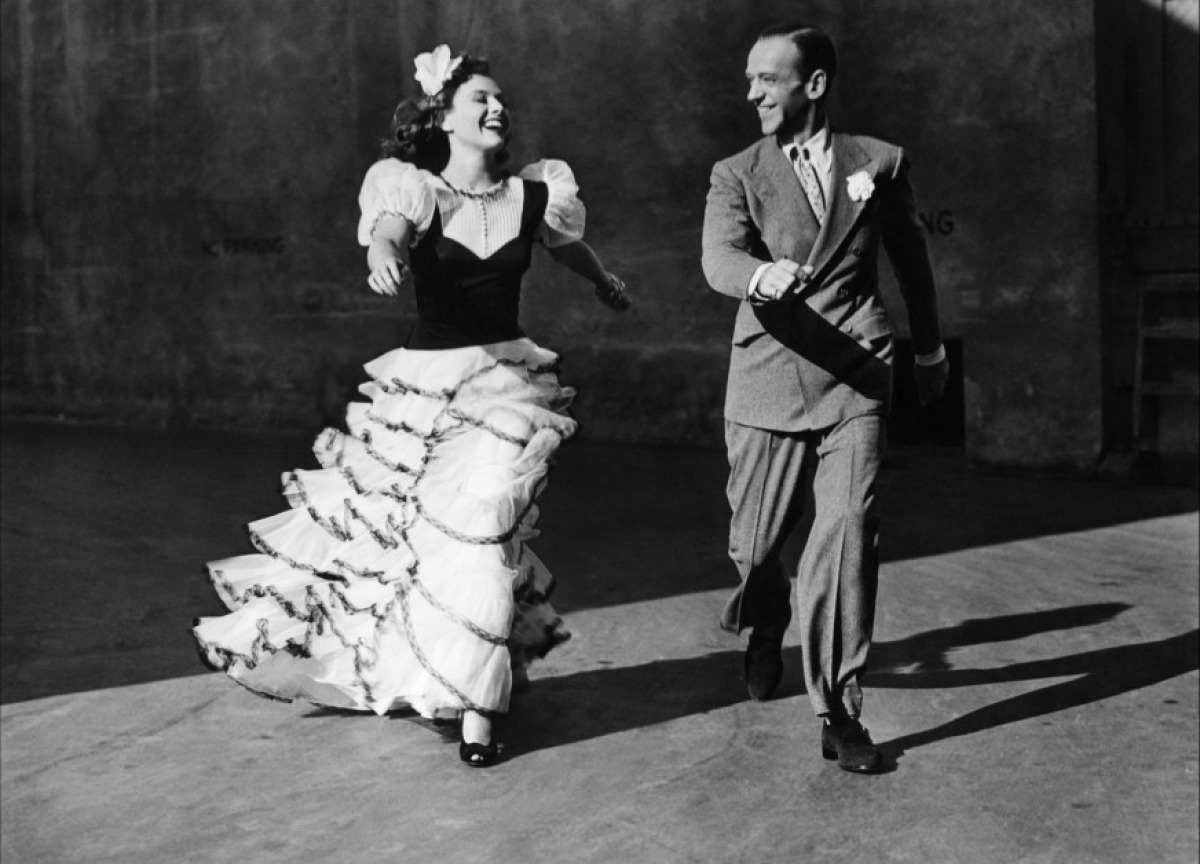
Paulette Goddard con Fred Astaire in Follie di jazz (1941)

Nel 1932 incontrò Charlie Chaplin, con il quale strinse un sodalizio artistico e sentimentale che sarebbe durato per otto anni. Chaplin rilevò il suo contratto con Hal Roach e la scritturò come coprotagonista di Tempi moderni, che fece della Goddard una star. Durante il periodo delle riprese lei e Chaplin convissero nella casa di quest'ultimo a Beverly Hills. Tuttora esistono dubbi su un effettivo matrimonio fra i due: negli anni della loro relazione, entrambi rifiutavano di rilasciare dichiarazioni al riguardo, nonostante alla prima de Il grande dittatore lui l'avesse presentata come sua moglie. In quegli anni la Goddard fu in lizza per ottenere il ruolo di Rossella O'Hara in Via col vento, ma le fu preferita Vivien Leigh.
Chaplin aveva in mente altri progetti cinematografici che la vedevano coinvolta, ma era anche lento nella pianificazione; temendo quindi di essere dimenticata velocemente dal pubblico, l'attrice preferì affidarsi al famoso produttore David O. Selznick, grazie al quale ebbe modo di partecipare al film tutto al femminile Donne (1939). La coppia si separò pochi anni dopo e, a quanto si dice, il divorzio fu sancito in Messico nel 1942. Chaplin raccontava pubblicamente che lui e la Goddard si erano sposati in Cina nel 1936, ma agli amici e alla famiglia diceva che non erano legalmente sposati. In quel periodo l'attrice frequentò anche il compositore George Gershwin.
Nel 1939 la Goddard firmò un contratto con la Paramount Pictures e il suo film successivo, Il fantasma di mezzanotte, con Bob Hope, segnò positivamente la carriera di entrambi. Dopo Il grande dittatore, la Goddard recitò accanto a Fred Astaire nel musical Follie di jazz (1941), dove incontrò Burgess Meredith (futuro interprete di Mickey Goldmill nella saga cinematografica di Rocky), che divenne il suo terzo marito e con cui recitò nuovamente nel 1946 in Il diario di una cameriera di Jean Renoir, in cui impersonò il ruolo di un'avvenente cameriera che alla fine dell'Ottocento provoca turbamenti erotici e scatena alcuni conflitti nelle due case in cui è a servizio.
Nel 1944 ottenne la sua unica nomination agli Oscar, come miglior attrice non protagonista, per la sua interpretazione di un'infermiera di guerra nel film di propaganda Sorelle in armi. In questo periodo ebbe modo di lavorare per tre grandi produzioni: Giubbe rosse (1940), Vento selvaggio (1942) e Gli invincibili (1947), tutte sotto la direzione di Cecil B. DeMille. Terminato il contratto con la Paramount Pictures, accettò alcune proposte di lavoro che la portarono in Gran Bretagna e iniziò a lavorare per la televisione.
Nel 1958 conobbe lo scrittore tedesco Erich Maria Remarque, autore del famoso romanzo Niente di nuovo sul fronte occidentale (1929). I due si sposarono e si stabilirono a Ronco sopra Ascona, nella Svizzera italiana, che l'attrice lascerà solo nel 1964, quando si recherà in Italia per girare il suo ultimo film, Gli indifferenti (1964) di Francesco Maselli, tratto dall'omonimo romanzo di Alberto Moravia.
Dopo la morte di Remarque nel 1970, la Goddard divenne una ricca vedova che dimostrava grande capacità di accumulare ulteriore ricchezza. Negli anni ottanta ricomparve a New York, dove presenziava a diverse serate culturali mostrandosi a fianco di artisti, come Andy Warhol.
 Operata di cancro al seno, l'intervento sembrò riuscito, ma con il tempo sorsero nuove complicazioni. L'attrice morì nel 1990, poco meno di due mesi prima del suo ottantesimo compleanno. Cremata, le sue ceneri sono tumulate nel cimitero di Ronco sopra Ascona, in Canton Ticino, accanto al corpo di Remarque ed alle ceneri della madre.

## Filmografia parziale

Paulette Goddard ne Gli indifferenti (1964)

### Cinema
- Concerto di violoncello (Berth Marks), regia di Lewis R. Foster (1929)
- The Locked Door, regia di George Fitzmaurice (1929)
- Whoopee!, regia di Thornton Freeland (1930)
- Le vie della città (City Streets), regia di Rouben Mamoulian (1931)
- The Girl Habit, regia di Edward F. Cline (1931)
- Il museo degli scandali (Roman Scandals), regia di Frank Tuttle (1933)
- Tempi moderni (Modern Times), regia di Charlie Chaplin (1936)
- 4 in paradiso (The Young in Heart), regia di Richard Wallace (1938)
- Passione ardente (Dramatic School), regia di Robert B. Sinclair (1938)
- Donne (The Women), regia di George Cukor (1939)
- Il fantasma di mezzanotte (The Cat and the Canary), regia di Elliott Nugent (1939)
- La donna e lo spettro (The Ghost Breakers), regia di George Marshall (1940)
- Il grande dittatore (The Great Dictator), regia di Charlie Chaplin (1940)
- Giubbe rosse (North West Mounted Police), regia di Cecil B. DeMille (1940)
- Follie di jazz (Second Chorus), regia di Henry C. Potter (1941)
- Un sacco d'oro (Pot o' Gold), regia di George Marshall (1941)
- La porta d'oro (Hold Back the Dawn), regia di Mitchell Leisen (1941)
- Il segreto sulla carne (The Lady Has Plans), regia di Sidney Lanfield (1942)
- Signorine, non guardate i marinai (Star Spangled Rhythm), regia di George Marshall (1942)
- Vento selvaggio (Reap the Wild Wind), regia di Cecil B. DeMille (1942)
- Presi tra le fiamme (The Forest Rangers), regia di George Marshall (1942)
- Domani sarò tua (The Crystal Ball), regia di Elliott Nugent (1943)
- Sorelle in armi (So Proudly We Hail!), regia di Mark Sandrich (1943)
- Tutto esaurito (Standing Room Only), regia di Sidney Lanfield (1944)
- Kitty, regia di Mitchell Leisen (1945)
- Il diario di una cameriera (The Diary of a Chambermaid), regia di Jean Renoir (1946)
- Mia moglie capitano (Suddenly It's Spring), regia di Mitchell Leisen (1947)
- Gli invincibili (Unconquered), regia di Cecil B. DeMille (1947)
- Un marito ideale (An Ideal Husband), regia di Alexander Korda (1947)
- Rivista di stelle (Variety Girl), regia di George Marshall (1947)
- La strada della felicità (On Our Merry Way), regia di Leslie Fenton e King Vidor (1948)
- Azzardo (Hazard), regia di George Marshall (1948)
- La maschera dei Borgia (Bride of Vengeance), regia di Mitchell Leisen (1949)
- Anna Lucasta, regia di Irving Rapper (1949)
- Viva il generale Josè! (The Torch), regia di Emilio Fernández (1950)
- Babes in Bagdad, regia di Edgar G. Ulmer (1952)
- Squadra omicidi (Vice Squad), regia di Arnold Laven (1953)
- Il re d'Israele (Sins of Jezebel), regia di Reginald Le Borg (1953)
- The Stranger Came Home, regia di Terence Fisher (1954)
- Sebastopoli o morte (Charge of the Lancers), regia di William Castle (1954)
- Gli indifferenti, regia di Citto Maselli (1964)
- The Casting Couch, regia di John Sealey – filmati di repertorio (1995)

### Televisione
- Sherlock Holmes – serie TV, episodio 1x02 (1954)
- The Errol Flynn Theatre – serie TV, episodio 1x06 (1956)
- Avventure in paradiso (Adventures in Paradise) – serie TV, episodio 1x04 (1959)

## Riconoscimenti
- Premio Oscar
  - 1944 – Candidatura alla miglior attrice non protagonista per Sorelle in armi

## Doppiatrici italiane
- Lydia Simoneschi in Il grande dittatore, Giubbe rosse, Vento selvaggio, Sorelle in armi, Gli invincibili, Azzardo
- Rosetta Calavetta in La donna e lo spettro, Signorine, non guardate i marinai, Tutto esaurito, Squadra omicidi
- Dhia Cristiani in Passione ardente, Donne, La porta d'oro, La maschera dei Borgia
- Clelia Bernacchi in Rivista di stelle
- Melina Martello in Il grande dittatore (ridoppiaggio 1972)
- Carla Comaschi in Il grande dittatore (ridoppiaggio 1987 - VHS)
- Ada Maria Serra Zanetti in La strada della felicità (ridoppiaggio)
- Patrizia Burul in Vento selvaggio (ridoppiaggio DVD)